# Drapetodes
Drapetodes és un gènere de papallones nocturnes de la subfamília Drepaninae.

## Taxonomia
- Drapetodes magnifica Swinhoe, 1902
- Drapetodes matulata Felder, 1874
- Drapetodes interlineata Warren, 1896
- Drapetodes mitaria Guenée, 1857
- Drapetodes fratercula Moore, 1887
- Drapetodes deumbrata Warren, 1922
- Drapetodes circumscripta Warren, 1922
- Drapetodes lunulata Warren, 1896
- Drapetodes croceago Hampson, 1895
- Drapetodes nummularia Snellen, 1889
- Drapetodes barlowi Holloway, 1998